# Personal Shopper
Personal Shopper és una pel·lícula de thriller fantàstic de 2016, dirigida i escrita per Olivier Assayas. S'ha doblat i subtitulat al català.

## Argument
Maureen és una jove americana a París que es guanya la vida com a «personal shopper» per a una celebritat. Com el seu germà bessó, avui desaparegut, posseeix també una capacitat aguda per a comunicar amb els esperits.

## Repartiment
- Kristen Stewart: Maureen
- Sigrid Bouaziz: Lara
- Lars Eidinger: Ingo
- Nora Wsldstätten: Kyra
- Ty Olwin: Gary
- Anders Danielsen Lie: Erwin
- Audrey Capell: Cassandre
- Pascal Rambert: Jérôme
- Hammou Graïa: policia
- Benoît Peverelli: fotògraf
- Benjamin Biolay: Victor Hugo

## Rebuda

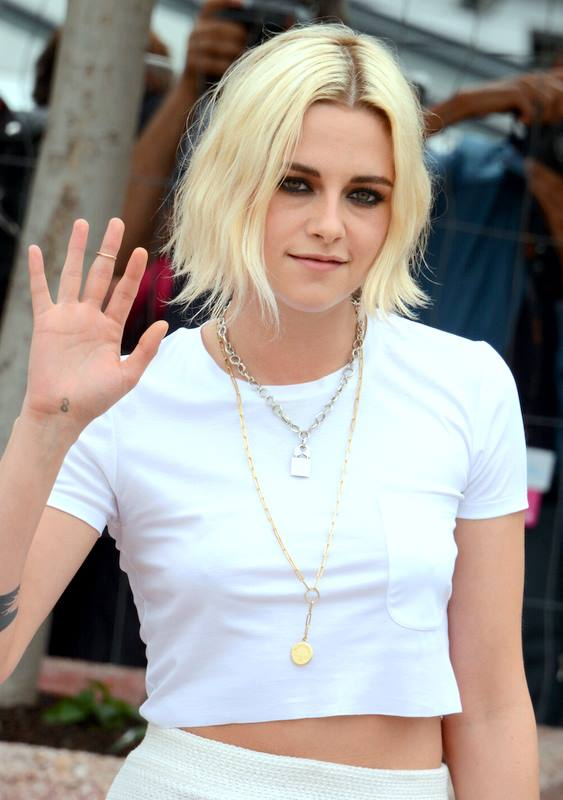
L'actriu principal Kristen Stewart per a la presentació del film al Festival de Canes 2016.

### Crítica
- L'acollida crítica és regular: el lloc Allociné té una nota mitjana dels crítics de 3,1/5 i dels espectadors a 2,6/5.[4]
- Per a Serge Kaganski dels Inrockuptibles, Personal Shopper és «mig equivocada, mig reeixida, però no mereixia les esbroncades de la premsa a aquest film i la pitjor acollida des del començament del festival. Semblaria que la majoria dels crítics volen grans temes, històries perfectament tancades, o obres mestres perfectes (però quina és exactament, la definició d'una obra mestra?) i no accepten més films fundats únicament en fantasmes, projecció i fetitxisme, que són, no obstant això, l'essència del cinema.».[5]
- "Una fracturada, però mai avorrida, barreja d'esborronadora història de terror, trist drama laboral i recerca el·líptica de la identitat, probablement és la pel·lícula de la carrera de Stewart que provocarà més divisió d'opinions."[6]
- "Una obra tan misteriosa, commovedora i evocadora com cap altra que s'ha materialitzat recentment en un cinema (…) Puntuació: ★★★★ (sobre 4)"[7]
- "Evasiva, espinosa i atractiva (...) trenca un munt de convencions de bon gust d'una manera que està deliberadament dissenyada per a colpejar l'ànima. (...) Puntuació: ★★★★ (sobre 5)"[8]
- "Assayas barreja elements heterogenis (...). L'elegant execució desarticula la sospita que s'està passant de puntetes sobre el gènere (...) Puntuació: ★★★★ (sobre 5)"[9]

### Premis
- Festival de Canes 2016: Premi a la millor direcció[10]